# Modern Rocking
Modern Rocking är debut-soloalbumet från den polska sångerskan Agnieszka Chylińska som gavs ut 23 oktober 2009. Texten på alla låtar är skrivna av Chylińska själv och musiken är gjord av Bartek Królik och Marek Piotrowski. Albumet erhöll platinautmärkelse i Polen 2009. Albumet gick direkt in på första plats på albumlistan. Det tillbringade totalt 20 veckor inom topp 50.
Fyra singlar gavs ut från albumet. Den första singeln "Nie mogę Cię zapomnieć" fick pris för att vara den polska låt som sålt bäst digitalt år 2009.

## Låtlista
1. Ostatnia łza - 3:51
2. Foch - 3:33
3. Niebo - 4:31
4. Zima - 4:38
5. Powiedz - 4:10
6. Nie mogę Cię zapomnieć - 4:12
7. Normalka - 3:10
8. Plim plam - 2:39
9. Wybaczam Ci - 3:34

## Listplaceringar
| Lista (2009-2010) | Topplacering |
| ----------------- | ------------ |
| Polen             | 1            |